# Campionati europei di atletica leggera 1946 - 400 metri piani
I 400 metri piani maschili ai campionati europei di atletica leggera 1946 si sono svolti il 22 e il 23 agosto 1946.

## Podio
| Oro     | Niels Holst-Sørensen Danimarca |
| Argento | Jacques Lunis Francia          |
| Bronzo  | Derek Pugh Gran Bretagna       |

### Semifinali
Passano alla finale i primi due atleti di ogni batteria (Q).

#### Semifinale 1
| Posizione | Nome               | Nazionalità   | Tempo | Note             |
| --------- | ------------------ | ------------- | ----- | ---------------- |
| 1         | Jacques Lunis      | Francia       | 48"6  | Q                |
| 2         | Derek Pugh         | Gran Bretagna | 48"9  | Q                |
| 3         | Oskar Hardmeier    | Svizzera      | 49"5  |                  |
| 4         | Anton Blok         | Paesi Bassi   | 49"6  |                  |
| 5         | Gunnar Bergsten    | Danimarca     | 50"3  |                  |
| 6         | Kjartan Jóhannsson | Islanda       | 50"7  | Record nazionale |

#### Semifinale 2
| Posizione | Nome                 | Nazionalità      | Tempo | Note |
| --------- | -------------------- | ---------------- | ----- | ---- |
| 1         | Niels Holst-Sørensen | Danimarca        | 48"2  | Q    |
| 2         | Bill Roberts         | Gran Bretagna    | 48"5  | Q    |
| 3         | Stig Lindgård        | Svezia           | 48"7  |      |
| 4         | Sergej Komarov       | Unione Sovietica | 48"8  |      |
| 5         | Adam Piaskowy        | Polonia          | 52"6  |      |

#### Semifinale 3
| Posizione | Nome              | Nazionalità    | Tempo | Note |
| --------- | ----------------- | -------------- | ----- | ---- |
| 1         | Herman Kunnen     | Belgio         | 48"9  | Q    |
| 2         | Sven-Erik Nolinge | Svezia         | 49"0  | Q    |
| 3         | Luigi Paterlini   | Italia         | 49"1  |      |
| 4         | Leopold Láznička  | Cecoslovacchia | 50"4  |      |

### Finale
| Pos.    | Nome                 | Nazionalità   | Tempo | Note |
| ------- | -------------------- | ------------- | ----- | ---- |
| Oro     | Niels Holst-Sørensen | Danimarca     | 47"9  |      |
| Argento | Jacques Lunis        | Francia       | 48"3  |      |
| Bronzo  | Derek Pugh           | Gran Bretagna | 48"9  |      |
| 4       | Sven-Erik Nolinge    | Svezia        | 48"9  |      |
| 5       | Bill Roberts         | Gran Bretagna | 49"5  |      |
|         | Herman Kunnen        | Belgio        | dns   |      |